# Lacroix-Falgarde
 Lacroix-Falgarde  là một xã thuộc tỉnh Haute-Garonne trong vùng Occitanie tây nam nước Pháp. Xã này nằm ở khu vực có độ cao trung bình 154 mét trên mực nước biển.